# Mozilla (mascotte)

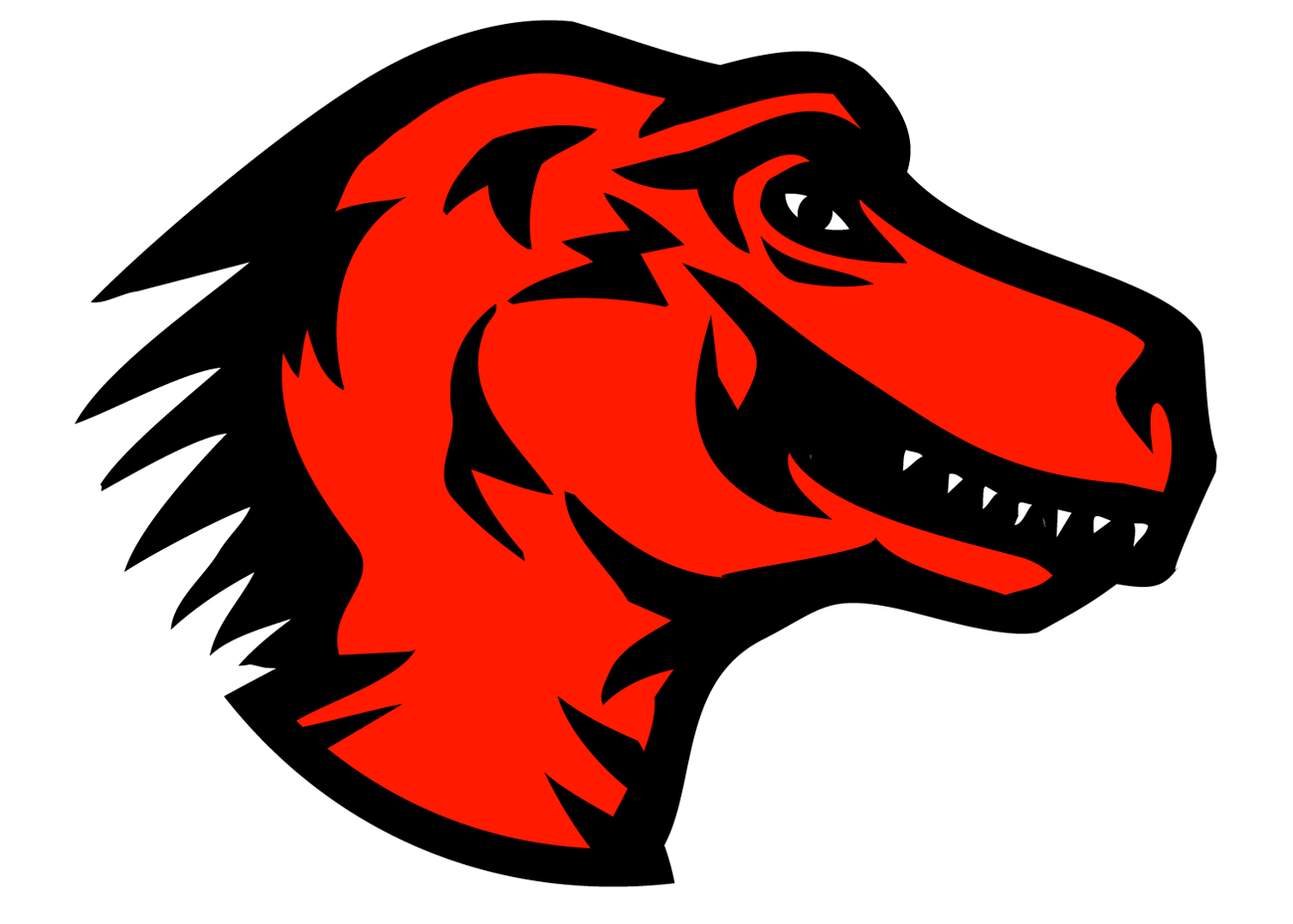
La testa della mascotte Mozilla

Mozilla è stata la mascotte dell'ormai sciolta Netscape Communications Corporation ed ha le sembianze di un cartone animato a forma di lucertola verde e viola. Il programmatore Jamie Zawinski tirò fuori il nome durante un incontro quando lavorava in azienda mentre la mascotte è stata disegnata da Dave Tito nel 1994.
Il nome di "Mozilla" era già in uso presso Netscape come il nome in codice di Netscape Navigator 1.0. Il termine è venuto fuori da una combinazione tra "killer di Mosaic" (Netscape voleva scalzare NCSA Mosaic come principale browser web) e Godzilla.
Inizialmente la mascotte ha preso varie forme, tra cui quella di un astronauta con il casco, ma la scelta di una lucertola dalle sembianze di Godzilla fu pensata per andar bene con l'assonanza con il nome Godzilla.
Mozilla ebbe un posto di rilievo sul sito web di Netscape nei primi anni di vita della società. Tuttavia, la necessità di mostrare un'immagine più "professionale" (in particolare verso i clienti aziendali) ha fatto sì che venisse poi rimosso. Però Mozilla ha continuato ad essere utilizzato all'interno di Netscape, essendo spesso rappresentato su magliette date al personale della società o sulle opere d'arte che adornano le pareti del campus di Netscape a Mountain View.
Il nome di "Mozilla" in seguito divenne più evidente quando è stato utilizzato per il browser open source con lo stesso nome (Mozilla Application Suite). Nel 1998, con il lancio del sito web mozilla.org, la mascotte è stata ridisegnata come un Tyrannosaurus rex rosso e più grande. Il nuovo design è opera di Shepard Fairey, autore di "Obey Giant" e del poster Barack Obama "Hope".
Quando Netscape ha acquisito il sito web directory NewHoo nel 1998, l'ha rinominato in Open Directory Project, con il soprannome di "dmoz" (Directory di Mozilla), a causa della sua somiglianza con il progetto Mozilla. Un'immagine verde e viola di Mozilla comparve in ogni pagina del sito, dove resta, nonostante lo scioglimento di Netscape dopo la sua acquisizione da parte di AOL.